# Liste der Kardinalpriester von Santa Prassede
Folgende Kardinäle waren Kardinalpriester von Santa Prassede (lat. Titulus Sanctae Praxedis):
- Benedictus, unter Gregors VII. (Pontifikat 1073 bis 1085)[1]
  - Deodatus (Anhänger des Gegenpapstes Clemens III.), belegt 1091
- Romanus (belegt 1105–1112)
- Lambertus (?) (nach 1112 bis 1115), später Papst Honorius II.[2]
- Desiderius (1115–1138)
- Crisogonus (1138–1141)[3]
- Hubaldus von Lucca (1141–1158)
- Wilhelm (1173)
- Radulfus (1188)[4]
- Soffredo von Pistoia (1193–1210)[5]
- Giovanni da Ferentino (1212–1215)
- Giovanni Colonna di Carbognano (1217–1245)
- Anchero Pantaléon (1262–1286)[6]
- Pedro Gómez Barroso (1327–1341)
- Gilles Rigaud OSB (1350–1353)
- Marco da Viterbo OFM (1366–1369)
- Pedro Gómez de Barroso Albornoz (1371–1374)
- Pietro Pileo di Prata (1378–1384)
  - Tommaso Ammanati, Anhänger avignonesischer Obödienz, (1385–1396)
  - Giacomo d’Itri, Anhänger avignonesischer Obödienz (1387–1393)
  - Pedro Fernández de Frías, Anhänger avignonesischer (1405–1408) und pisaner Obödienz (1408/9–1412)
- Antonio Calvi (1405–1409)
- Raimond Mairose (1426–1427)
- Jean Le Jeune (1440–1441)
- Alain de Coëtivy (1448–1465); in commendam (1465–1474)
- Giovanni Arcimboldo (1476–1488)
- Antonio Gentile Pallavicini (1489–1503)
- Gabriele de’ Gabrielli (1507–1511)
- Christopher Bainbridge (1511–1514)
- Antonio Maria Ciocchi del Monte (1514–1521)
- Ippolito de’ Medici (1529–1532)
- Tommaso De Vio OP (1534)
- Francesco Cornaro (1535–1541)
- Philippe de la Chambre OSB (1541–1542)
- Gasparo Contarini (1542)
- Giovanni Maria Ciocchi del Monte (1542–1543)
- Miguel de Silva (1543–1552)
- Cristoforo Guidalotti Ciocchi del Monte (1552–1564)
- Karl Borromäus (1564–1584)
- Nicolas de Pellevé (1584–1594)
- Alessandro Ottaviano de’ Medici (1594–1600), später Papst Leo XI.
- Simeone Tagliavia d’Aragona (1600)
- Antonio Maria Galli (1600–1605)
- Ottavio Acquaviva d’Aragona (1605–1612)
- Bartolomeo Cesi (1613–1620)
- Roberto Bellarmino SJ (1620–1621)
- François d’Escoubleau de Sourdis (1621–1628)
- Marcello Lante (1628–1629)
- Roberto Ubaldini (1629–1635)
- Guido Bentivoglio (1635–1639)
- Giulio Roma (1639–1644)
- Ernst Adalbert von Harrach (1644–1667)
- Giulio Gabrielli (1667)
- Virginio Orsini (1667–1668)
- Alderano Cybo-Malaspina (1668–1677)
- Pietro Vito Ottoboni (1680–1681), später Papst Alexander VIII.
- Francesco Albizzi (1681–1684)
- Decio Azzolini der Jüngere (1684–1689)
- Giulio Spinola (1689–1691)
- Francesco Maidalchini (1691–1700)
- Galeazzo Marescotti (1700–1708)
- Fabrizio Spada (1708–1710)
- Bandino Panciatichi (1710–1718)
- Francesco Barberini, Jr. (1718–1721)
- Giuseppe Sacripante (1721–1726)
- Filippo Antonio Gualterio (1726–1728)
- Lodovico Pico della Mirandola (1728–1731)
- Antonio Felice Zondadari (1731–1737)
- Giorgio Spinola (1737–1738)
- Luis Belluga y Moncada (1738–1743)
- Angelo Maria Quirini OSBCas (1743–1755)
- Domenico Silvio Passionei (1755–1759)
- Giacomo Oddi (1759–1763)
- Carlo Vittorio Amedeo delle Lanze (1763–1783)
- Vitaliano Borromeo (1783–1793)
- Francesco Saverio de Zelada (1793–1801)
- Antonio Dugnani (1801–1807)
- Carlo Antonio Giuseppe Bellisomi (1807–1808)
- vakant (1808–1814)
- Giovanni Filippo Gallarati Scotti (1814–1818); in commendam (1818–1819)
- vakant (1819–1823)
- Francesco Serlupi Crescenzi (1823–1828)
- Antonio Domenico Gamberini (1829–1839); in commendam (1839–1841)
- Paolo Polidori (1841–1847)
- Luigi Vannicelli Casoni (1847–1877)
- Edoardo Borromeo (1878–1881)
- Angelo Bianchi (1883–1889)
- Tommaso Maria Zigliara OP (1891–1893)
- Gaetano Aloisi Masella (1893–1902)
- Rafael Merry del Val y Zulueta (1903–1930)
- Raffaele Carlo Rossi OCD (1930–1948)
- vakant (1948–1953)
- Pietro Ciriaci (1953–1964)
- Owen McCann (1965–1994)
- Paul Poupard (seit 1996)